# Хиацинт Риго
Хиацинт Риго (на френски: Hyacinthe Rigaud, по-точно произношение Ясент Риго) (18 юли 1659 – 29 декември 1743) е френски художник, портретист от епохата на Луи ХІV. Негово дело са някои от най-известните портрети на краля, неговите роднини и важни политически и обществени фигури.

## Биография
Хиацинт Риго е роден в Перпинян, област Русийон, само месеци преди тя да стане част от Франция съгласно Пиренейския договор. Той е с каталонски произход и оригиналното му име е Хиацинто Францеск Риго и Рос. Семейството му включва златари-гравьори. Брат му Гаспар също е художник. Хиацинт учи в Монпелие в училището на Антоан Ран (1671 – 75). След това се преселва в Лион, където продължава обучението си. През тези години той се запознава с работата на известни художници като Тициан, Рубенс, Рембранд и ван Дайк. През 1681 г. пристига в Париж и веднага печели Римската премия, с което привлича вниманието. Това го сближава с известния художник Шарл Любрюн, но въпреки това пътят му към върховете на френската живопис продължава още дълго. Той е приет в Кралската академия за живопис и скулптура едва през 1700 г., и то като автор на исторически картини. Става придворен художник и рисува редица световноизвестни портрети, отличаващи се реализъм. Оттегля се през 1735 г. на преклонната възраст от 76 години.

## Творчество
Риго е типичен представител на бароковата живопис, силно повлиян от италианските традиции. Историците на изкуството отчитат, че неговата силна индивидуалност се отразява в картините му. Това важи и за най-известния му портрет на Луи ХІV от 1701 г., който става кралския „официален“ портрет. Там кралят е на 63 години, с отдавна отминала младост, което е добре представено от отеклото лице под кафявата перука. Позата е скована и помпозна, подчертана от пищното облекло и множеството символи на властта. Синята кадифена мантия изглежда тежка с множеството сребърни елементи, още повече с хермелиновата кожа. Риго не е пропуснал да включи също така разкошни атрибути като трон, сабя и завеси в червен цвят. Накратко, в този портрет са уловени духовната и физическа сила на стария монарх, които са му помогнали да наложи абсолютния модел на управление. Този портрет е рисуван по повод отпътуването на Филип д'Анжу към Испания, но Луи ХІV толкова го харесва, че го задържа във Версай. Днес той е ценна придобивка в Лувъра.
Друга ярка творба на Риго е неговият портрет на теолога Жак Босюе, „орелът от Мо“, както го наричат съвременниците му. Целта на художника е била да улови борбеността и силната личност на Босюе, което е постигнато по впечатляващ начин. Умението на Риго да представи индивидуалните черти на личностите, които рисува, му осигуряват безкрайни поръчки и изпълват цялото му време във Версай. Той рисува предимно мъже, негова лична особеност и рядко прави изключения. Причината основно е там, че той е безкомпромисен реалист и дамите не приемат добре това. Веднъж той рисува изискана аристократка, която недоволства от бледия цвят на кожата ѝ върху портрета. „Това е странно, отговаря Риго, защото Вашият руж и моята червена боя идват от един и същ магазин.“
При оттеглянето си Риго оставя цяла галерия от портрети: на владетели (Фредрик ІV Датски, на Август ІІ Саксонски), принцове и принцеси (Великия дофин, Елизабет-Шарлот от Пфалц, Филип ІІ Орлеански), която „днес запълва нашите представи“. Много от картините са изложени в Огледалната зала във Версай и други музеи във и далеч извън Франция.

## Галерия
- Портрет на Луи ХІV (1701)
- Портрет на Жак Босюе
- Портрет на Филип ІІ Орлеански
- Портрет на Великия дофин
- Портрет на Фредрик ІV Датски
- Портрет на Елизабет Шарлот от Пфалц
- Портрет на Луи ХV